# Јована Лукина
Јована Лукина је југословенски филм из 1979. године. Режирао га је Живко Николић, а сценарио су писали Жарко Јовановић-Команин и Живко Николић.

## Радња
Јована живи са мужем усамљено у пустоши камењара. Пут који пролази поред њихове куће доводи им људе различитих судбина, које се у Јовани таложе разарајући њену представу о сопственом животу као мирном, идиличном току. Без њене воље она је увучена у зло других које расте до зла у њој самој. Борећи се против тог продирања, она сукоб са спољним светом претвара у сукоб са мужем, а оружје побуне постаје јој само зло.

## Улоге
| Глумац             | Улога  |
| ------------------ | ------ |
| Мерима Исаковић    | Јована |
| Богољуб Петровић   | Лука   |
| Крунослав Шарић    |        |
| Неда Спасојевић    |        |
| Тахир Ађаји        |        |
| Боро Беговић       |        |
| Мирјана Коџић      |        |
| Гојко Ковачевић    |        |
| Стево Матовић      | Јаков  |
| Светолик Никачевић |        |
| Јаглика Николић    |        |
| Вељко Оташевић     |        |
| Василиса Радојевић |        |
| Марта Раковић      |        |
| Петар Спајић Суљо  |        |
| Чедо Вукановић     |        |
| Иво Вукчевић       |        |